# 克靈哈爾特山脈
27°19′51″S 015°45′39″E / 27.33083°S 15.76083°E

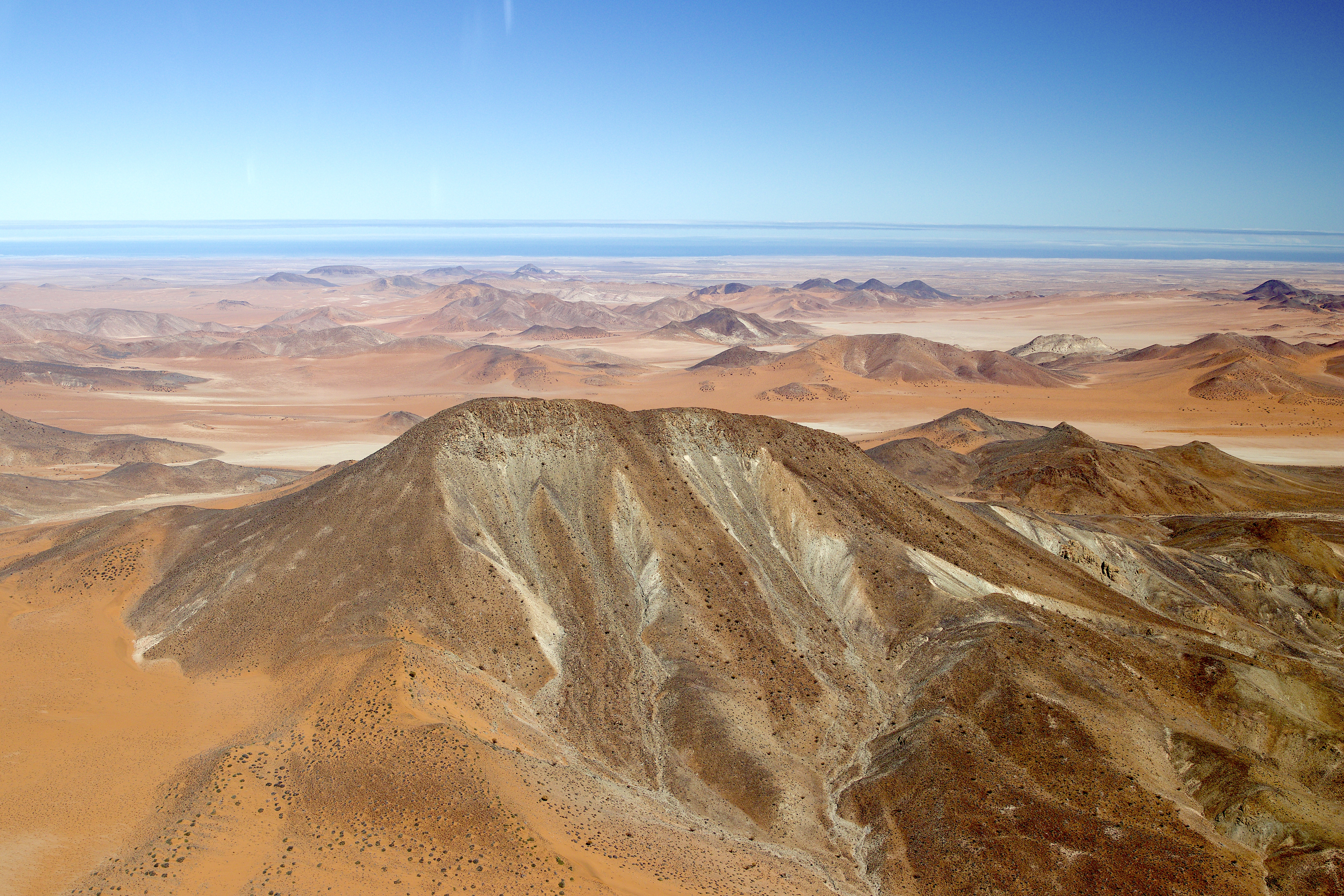

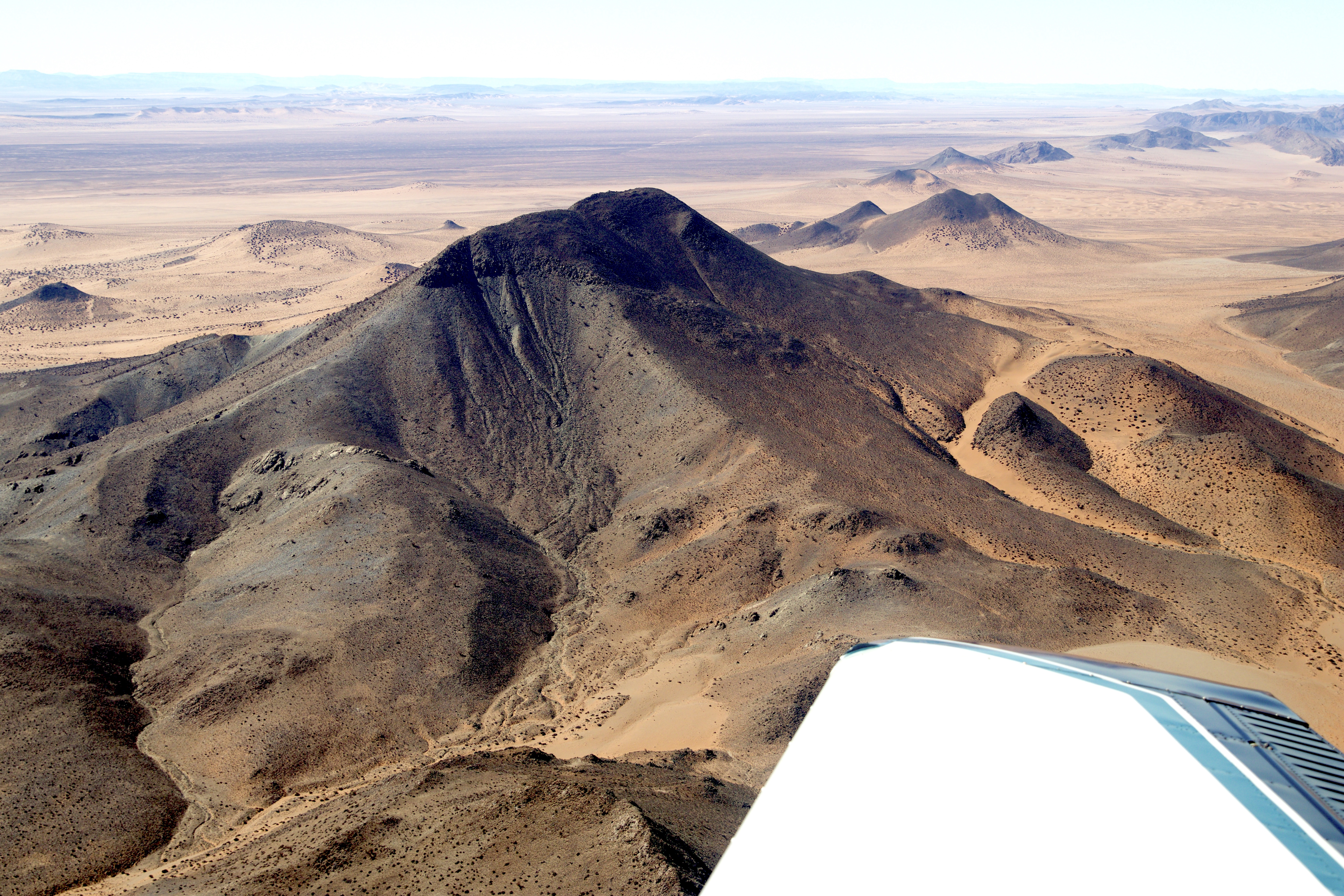

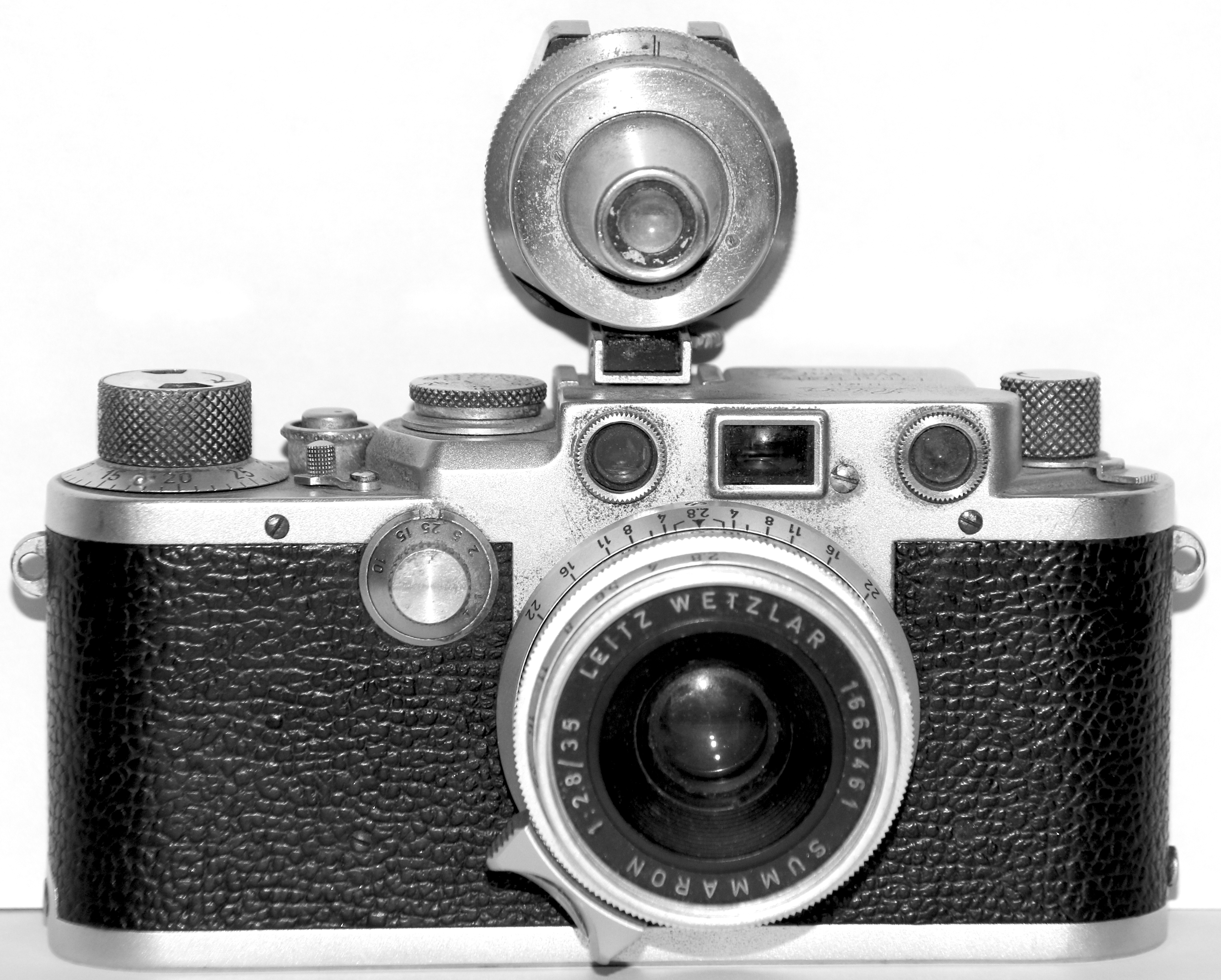

克靈哈爾特山脈是納米比亞的山脈，位於該國南部卡拉斯區，處於呂德里茨東南面約90公里，覆蓋約350平方公里，最高點海拔高度1,070米。